# Стёпанцево
Стёпанцево — посёлок в Вязниковском районе Владимирской области России. Центр Стёпанцевского сельского поселения.

## География
Расположен в 12 км от ж.-д. станции Восход (на линии Ковров — Муром). Расстояние до города Владимира 95 километров, до города Вязники 35 километров.

## История
В конце XIX — начале XX века деревня Степанцево входила в состав Воскресенской волости Судогодского уезда, с 1926 года — в составе Вязниковского уезда. В 1859 году в деревне числилось 10 дворов. В 1893 году рядом с деревней была открыта льнопрядильно-ткацкая фабрика (в советские годы имени ВЦИК). В 1905 году в деревне было 19 дворов и фабрика, в 1926 году — 33 двора.
С 1929 года деревня являлась центром Степанцевского сельсовета Вязниковского района, с 1935 года — в составе Никологорского района, с 1948 по 2004 год Степанцево имело статус посёлка городского типа, с 1963 года — в составе Вязниковского района, с 2004 года — административный центр Стёпанцевского сельского поселения.
В 1962 году в состав посёлка включены деревни Степанцево и Фомищи.

## Население
| 1859  | 1905  | 1926  | 1959  | 1970  |
| ----- | ----- | ----- | ----- | ----- |
| 74    | ↗187  | ↗558  | ↗892  | ↗2997 |
| 1979  | 1989  | 2002  | 2010  | 2021  |
| ↗3178 | ↗3440 | ↘2808 | ↘2221 | ↗2267 |

## Экономика
- ООО «Льнопрядильно-ткацкая фабрика»
- ООО «Вязники» (ткани упаковочные льняные);
- СПК «Первомайский» (зерно);
- ООО «Стёпанцевский хлеб» (хлебобулочные изделия).

## Достопримечательности

Памятник погибшим в ВОВ